# Torre de Recs d'Osor
La Torre de Recs d'Osor és un edifici gòtic d'Osor (Selva) declarat bé cultural d'interès nacional.

## Descripció
És una torre de planta quadrangular de quatre plantes situada al costat mateix de l'església parroquial d'Osor. Està entre el carrer Sarsanedes i la Plaça del Verger. Es tracta d'una torre d'aspecte i naturalesa robusta que té les façanes de pedra vista. És construïda de pedra, maçoneria desbastada, i grans blocs a les cadenes cantoneres. Les seves dimensions són d'uns 7 metres de costat per uns 15 d'alçada.
Es caracteritza per les seves pedres cantoneres ben tallades, algun finestral gòtic trevolat, les seves diverses espitlleres (a l'alçada de la planta baixa i del primer pis, algunes d'elles per a armes de foc) i per la conservació d'alguns merlets a la façana sud.
A la façana sud les obertures són d'arc de mig punt i a la façana nord són de permòdols o bé d'arc trevolat. La porta principal, actualment a la planta baixa, estava a l'altura del primer pis d'aquesta façana nord. Actualment està unida a una casa pel costat nord-oest.

## Història
El 1439, Violant de Recs, esposa de Ramon de Vilanova, va manar construir la torre de defensa. Durant la construcció d'aquesta torre, permesa pels senyors de la Vall d'Osor (els Cabrera), es va foradar la muralla de la vila. La família Recs, mot provinent del llatí Reig, està documentada des del segle xiv. Sembla que la seva residència era l'actual Can Roure.
Com que la torre fou construïda poc després dels terratrèmols de 1427, s'ha especulat sobre el reaprofitament de materials d'altres indrets propers a la torre. El 1932, al primer pis, s'hi va construir el dipòsit d'abastament d'aigua pel poble; actualment en desús.